# دان أوبراين سينيور
دان أوبراين سينيور (بالإنجليزية: Dan O'Brien, Sr.)‏ هو عسكري أمريكي، ولد في 26 مارس 1929 في إليزابيث في الولايات المتحدة، وتوفي في 16 يناير 2017.